# Staré Hobzí
Staré Hobzí település Csehországban, a Jindřichův Hradec-i járásban. Staré Hobzí Báňovice, Dešná, Cizkrajov, Budíškovice, Dačice, Písečné és Jemnice településekkel határos. Lakosainak száma 553 fő (2024. január 1.).

## Népesség
A település lakosságának változását az alábbi diagram mutatja:
| Lakosok száma | 1199 | 1267 | 1120 | 826  | 684  | 570  | 532  | 520  | 515  | 553  |
|               | 1869 | 1890 | 1921 | 1950 | 1980 | 2001 | 2017 | 2019 | 2022 | 2024 |